# 1897 في المملكة المتحدة
فيما يلي قوائم الأحداث التي وقعت خلال عام 1897 في المملكة المتحدة.

## رياضة
- 1 يناير – بطولة ويمبلدون 1897

## ظهور
- 1 يناير – أراديا، أو إنجيل الساحرات
- 1 ديسمبر – موسوعة بيرز

## كتب
من الكتب التي صدرت هذه السنة في المملكة المتحدة:
- 1 يناير – الرجل الخفي من تأليف هربرت جورج ويلز.

## مواليد

### يناير
- 1 يناير – إليك بينيت
- 19 يناير – بيل هاربر لاعب كرة قدم اسكتلندي.
- 31 يناير – غيرالد فيرنير كاتب من المملكة المتحدة.[1]

### مارس
- 27 مارس – دوكلاس هارتري[2]

### أبريل
- 10 أبريل – إريك نايت كاتب بريطاني.[3]
- 16 أبريل – جون باغوت غلوب جنرال بريطاني.[4]
- 25 أبريل – ماري الأميرة الملكية وكونتيسة هاروود ممرضة من المملكة المتحدة.[5]

### مايو
- 23 مايو – جيمي غوثري متسابق دراجات نارية من المملكة المتحدة.
- 27 مايو – جون كوكروفت فيزيائي بريطاني.[6]

### يونيو
- 12 يونيو – أنطوني إيدن[7]
- 19 يونيو – سيريل هنشلوود[8]

### أغسطس
- 11 أغسطس – إنيد بليتون كاتب بريطاني.[9]

### سبتمبر
- 3 سبتمبر – سيسيل باركر[10]
- 30 سبتمبر – ريجنالد ديفيز لاعب كرة قدم من المملكة المتحدة.

### أكتوبر
- 2 أكتوبر – فيرون باترون
- 10 أكتوبر – جورج وليامز لاعب كرة قدم من المملكة المتحدة.
- 21 أكتوبر – ويليام بوسورث طبيب أمريكي.[11]
- 29 أكتوبر – ويليام ووكر لاعب ومدرب كرة قدم إنجليزي.

### نوفمبر
- 9 نوفمبر – رونالد نوريش كيميائي بريطاني.[12]
- 18 نوفمبر – باتريك بلاكيت فيزيائي بريطاني.[13]
- 19 نوفمبر – توم باركر لاعب ومدرب كرة قدم إنجليزي.
- 24 نوفمبر – دوروثي شيبارد بارون لاعبة كرة مضرب من المملكة المتحدة.[14]
- 25 نوفمبر – هاري موريس لاعب كرة قدم إنجليزي.

## وفيات

### فبراير
- 25 فبراير – روبرت هنتر (مواليد 1823)

### مارس
- 15 مارس – جيمس جوزيف سيلفستر (مواليد 1814)[15]

### مايو
- 4 مايو – هنري فاندايك كارتر (مواليد 1831)
- 7 مايو – ابراهام بارتليت (مواليد 1812)

### أغسطس
- 28 أغسطس – جون براكستون هيكس (مواليد 1823)
- 31 أغسطس – لويزا لين درو (مواليد 1820) ممثلة بريطانية.[16]

### نوفمبر
- 1 نوفمبر – جون شارد (مواليد 1847)[17]
- 13 نوفمبر – إرنست جايلز (مواليد 1835) مستكشف أسترالي.